# ワナトの戦い
ワナトの戦い（ワナトのたたかい）とは、2008年7月13日にアフガニスタン東部のヌーリスターン州ワーイガル郡クアム近郊で、ターリバーンなどの数百人のゲリラ部隊がアメリカ軍部隊を襲撃した事件である。防御側の主な部隊はアメリカ陸軍の第173空挺旅団第503歩兵連隊の第2大隊に属するチョーゼン中隊第2小隊の兵士達だった。
ターリバーンはクアムや周囲の農地からこのアメリカ軍前哨陣地やその監視所を包囲して攻撃した。ターリバーンはアメリカ軍の重火器を破壊し、アメリカ軍の戦線を突破し、大砲や航空機によって撃退される前に基地本体に突入した。アメリカ兵の被害は死亡9人、負傷27人であり、アフガン国軍の兵士4人も負傷した。アメリカ兵の戦死者数は2001年の任務開始以来、単一の戦闘としては最大のものになった。
ワナトの戦いはこの戦争で最も血なまぐさい攻撃の1つであり、遠隔地の前哨への数度に渡る攻撃の1つだった為、アフガン戦争における「ブラックホーク・ダウン」だと言われている。この攻撃より前の路肩爆弾や遭遇戦、待ち伏せ攻撃とは対照的に、この攻撃では多数の反乱軍やテロリスト集団の兵士がよく協力し、訓練と不断の努力を持ってTOWランチャーのような主要装備を正確に狙った。
連合国の被害者数が甚大だったため、この戦いは幅広い討論の中心になり、外部の第三者や軍事専門家の間で、多くの関心と調査を引き起こした。いくつかの調査は戦いに至るまでの出来事に向けられた。最初の調査は2008年8月に完了したが、2009年7月にジェームズ・ウェブ上院議員が合衆国陸軍に対して、戦闘と最初の調査についての公式調査を要請した。リチャード・F・ナトンスキー中将は2009年後半に別の調査を指揮して、命令系統を譴責処分にした。しかし2010年6月、合衆国陸軍は譴責処分を取り消し、怠慢はなく「勇気と技術によって、兵士達は持ち場の防衛に成功し、決意と技術と適応力を持った敵を打ち負かした」と述べた。

## 背景

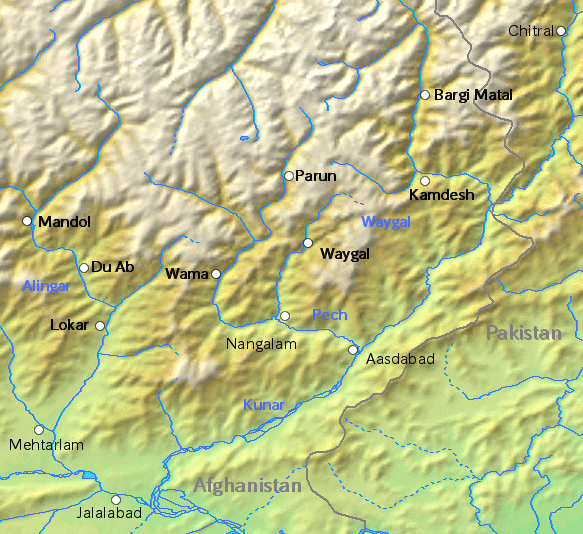
ヌーリスターン州ワーイガル郡はクナル州の州都アサダーバードに注ぐペーチ川の上流部にある。

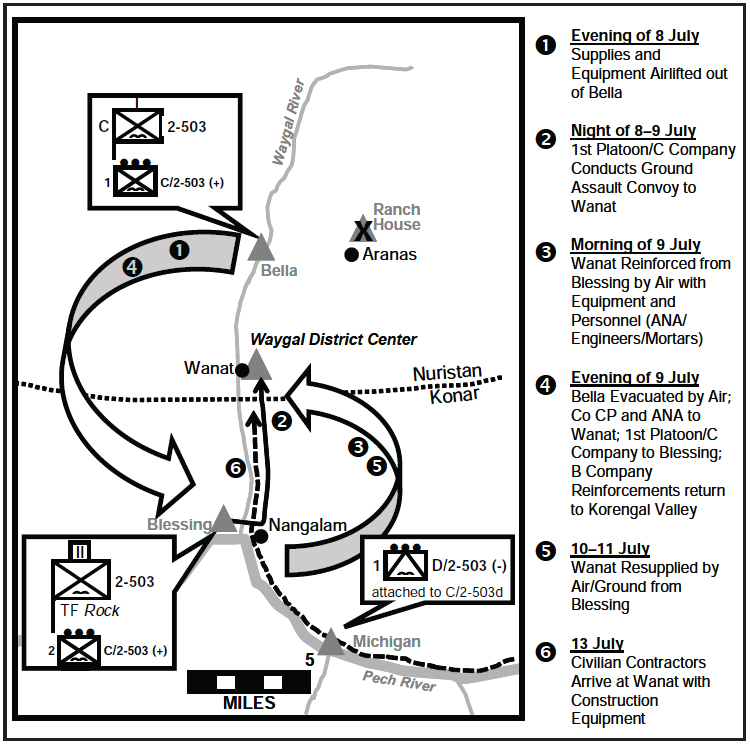
Rock Move 作戦計画（2008年7月8〜9日）。移動の結果、ワナト連合軍監視所が設立された。

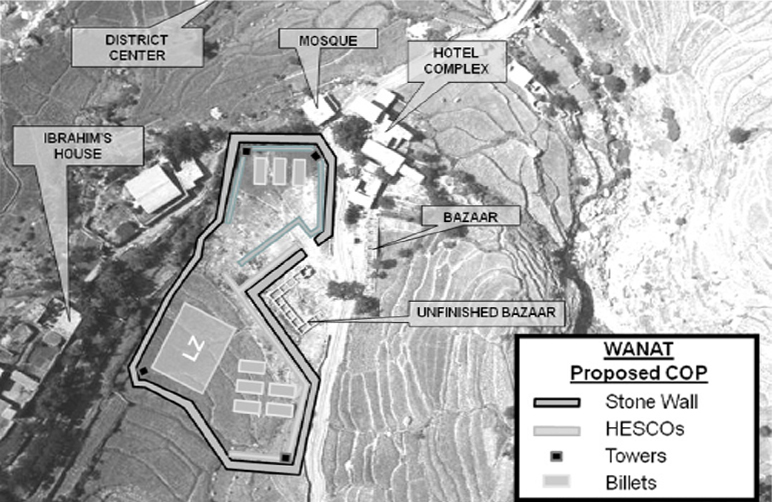
ワナト戦闘監視所の計画書

2008年、アフガニスタン南部のNATO軍はパキスタンの連邦直轄部族地域からターリバーンへの補給を絶つために、パキスタン国境で半個中隊規模のパトロールを展開した。彼らは小規模のパトロール基地を作ったが、ターリバーン軍によるたび重なる攻撃を受けた。6月、48人のアメリカ兵と24人のアフガン兵で構成された計72人の小規模な分遣隊はワナトとその周辺のクアム山で任務を行っていた。ワナトはワーイガル郡の郡庁の所在地であり、NATO軍の軍事基地ブレッシング駐屯地から5マイルの位置にあった。7月4日、アメリカ陸軍のヘリコプターが民間人を攻撃し、17人を殺害した。被害者には地元医院の全ての医師と看護師が含まれていた為に、地元のアフガン人達の感情は悪化した。ベラ前線基地は間接射撃を受け、状況報告によると前哨基地は蹂躙寸前となってしまった。
ヘリコプターによる攻撃は、ピックアップトラックのトヨタ・ハイラックスの荷台から発射される迫撃砲の間接射撃に対する反撃だった。傍受された最初のターリバーンの無線送信は「大砲への命中」（迫撃砲）と指揮官の死亡を報告した。ヘリコプター攻撃から数時間後、チョーゼン中隊の指揮官からの命令と確認を受けて、先遣隊が目標を確認した。ターリバーンの無線送信は「奴等は店長（指揮官を意味）を殺した、大砲への損害は無く、敵が殺害・負傷したのは全て民間人だ」と変わった。戦闘から5日前の7月8日、第173空挺旅団第503歩兵連隊第2大隊の1個小隊が車両パトロール基地（VPB）「ケラー」と「OPトップサイド」遠隔監視所をワナトの近くに作った。7月8日、チョーゼン中隊の第2小隊は日没後に護送車両隊に分乗してブレッシング駐屯地を出発し、90分の旅程を経てワナトに到着した。隊の車列は5両のM1114装甲ハンヴィーで構成され、最初の3両にはライフル分隊が1個分隊ずつ乗車し、小隊司令部の車両の後に、TOWミサイル分隊の車両が続いた。このハンヴィーは重装備で、装甲砲塔にブローニングM2重機関銃2機とMk19 自動擲弾銃2機を搭載していた。部隊の目標は地元住民と連絡して治安を守る戦闘監視所（COP）を設置し、140万ドルの再建プロジェクトを調整して、ターリバーンの活動を妨害することだった。彼らの所属する旅団は2週間後に到着する新しいアメリカ陸軍部隊と交代する予定だった。
パトロール基地は縦約300メートル・横100メートルの平野にあり、両側にはクアム山の地形を利用して平野を取り囲むように作った建物があった。7月9日、6人の工兵分隊がチヌークヘリコプターに乗って到着した。彼らはボブキャット・カンパニーのショベルカーや設備の入った輸送コンテナを運んできた。兵士達は既存の地形に合わせて基地を建設し、砂袋や鉄条網を配置し、ショベルカーを使ってヘスコ防壁（壁になるほどの大きさの砂袋）に砂を詰めた。それらは3個分隊の持ち場を取り囲むように配置され、120mm迫撃砲の射撃場所も作られた 。しかしショベルカーは1日で壊れたので、7フィート（約2メートル）の高さまで十分に上げる事はできなかった。4フィートの高さでは侵入者の用いる銃やロケット砲からの遮蔽が出来ず、敵に直接撃たれてしまうので、兵士達はシャベルで陣地と塹壕を沢山作った。攻撃されるまでに鉄条網の設置が間に合わず、一部の区画では固定用の杭も使わずに、地面に直接鉄条網を張るにとどまった。
重建設機械はアフガンの企業が運んでくる契約だったが、到着は7月13日まで遅れた。兵士達が工兵分隊を手伝い、更にショベルカーが動いていれば、重機が到着するまでの6日間で初期防衛の準備は万全だったはずである。この地方の反乱軍の兵力は約150人のベテラン兵だけという情報があったので、基地の兵士達は十分に守ることが出来ると思っていた。しかしパキスタンやカシミール辺りまでのアルカーイダやゲリラ集団が援軍に駆けつけている事は知らなかった。基地の兵士達は基地が準備できるまでに攻撃される可能性があるとは思っていたものの、実際にはありそうも無いと思っていた。ドズウィック小隊軍曹は後に「私はあらゆる方位の高所から擾乱射撃を受けるとは思っていたが、まさか村自体がAAF（反アフガン軍）に寝返って自分達の村を戦闘地帯にするとは思って居なかった」と述べた。
基地の兵士達は危険な兆候に気づいており、監視所より標高が高い近くの村から建設作業を監視する男達が居て、近くの山脈から移動する他の集団が居ることにも気づいていた。村での夕食会で、村民はアメリカ兵達に山脈に居る男達を見かけたら撃つべきで、無人航空機（UAV）に近隣を監視し続けるように頼んだ。攻撃の前日、民兵は未開拓地の灌漑水路に水を流して騒音を作り、進撃する兵士達の足音を隠した。
アメリカ兵達は基地を攻撃するのは100人か200人だと思っていたが、匿名のアフガン国防省の官僚はアルジャジーラに、400人から500人だと言う情報を持っていたと話した。タミム・ヌーリスターニ（前ヌーリスターン州知事）はおびただしい数のターリバーンやパキスタン民兵やテロリスト集団が、クナル州やパキスタンのバジャウル管区などから集まったと考えている。集まったのはターリバーンやアルカーイダ、カシミールのラシュカレトイバやパキスタンの（2013年まであった連邦直轄部族地域のバージャウル管区の要塞の1つで、アフガニスタンのクナルやヌーリスターンの部族地域を管轄していた）イスラーム党などだった。多くの諜報情報によると、ウサーマ・ビン・ラーディンやアイマン・ザワーヒリーなどのアルカーイダの上級指揮官は、この地方に匿われていると考えられている。ターリバーンの報道担当者は「アフガンでの戦闘はどんどん激しくなっている。アメリカ兵が市民に爆弾を落とす度に普通の人達が復讐を望み、ターリバーンに参加し、基地に侵入してアメリカ兵を殺す方法を教えてくれる」と述べた。NATOの報道担当者はターリバーンはヘル村（部族地域にある小規模な村）の近くまで、攻撃のために進撃したと思っていた。7月12日の夜、ターリバーンの兵士達はワナトに来て、村人に立ち去るように命じた。ISAF軍やANSF軍（アフガン治安軍）が気づかないうちに、ターリバーンはKorsの内側やモスクの隣、基地の境界線を見下ろす射撃位置に陣取った。

## 戦闘
7月13日午前4時20分、ターリバーンの軍勢は射撃を始め、基地を機関銃やRPG、迫撃砲で攻撃した。別の100人の民兵は東の農場から監視所を攻撃した。
最初の攻撃は前哨基地の迫撃砲陣地を襲い、120ミリ迫撃砲を破壊し、積み上げてあった迫撃砲の砲弾を爆発させた。反乱軍は戦闘監視所の内側から非誘導型のRPGロケット弾を協力して撃ち、ハンヴィーに搭載されたTOWミサイルランチャーを破壊した。迫撃砲やTOWミサイルは破壊力が大きく、最も正確に射撃できる兵器だったが、攻撃側に速やかに排除されてしまった。迫撃砲陣地の爆発により対戦車ミサイルが指令所に命中した。
もっとも深刻な状況は、「TOPSIDE」監視所の小規模な部隊に対する集中攻撃だった。この小規模な監視所は基地から50〜70メートル外側の木の下の岩の間に寄り添うように置かれていた。最初の砲撃は致死的に正確で、全員が負傷・気絶した。テイラー・スタンフォード一等兵は機関銃の射撃位置から吹き飛ばされ、隣に居たマシュー・フィリップス特技兵は手榴弾を投げた後、致命傷を負った。ジェイソン・ボガール伍長は機関銃を数百発撃ったが白熱して弾が詰まったので、負傷したスタンフォードの手当てをした。ライアン・ピッツ軍曹がRPGで負傷したので、ボガール伍長は銃撃の間を縫って、足の周りを止血した。ボガールは監視所の塹壕から飛び出して、村のホテルから撃ち下していた反乱軍兵士を殺せる位置まで近づこうとしたが、塹壕を出た所で胸を撃たれて殺害された。
最初の20分で4人が死亡し、少なくとも3人が負傷し、他もその後に死んだ。基地から兵士達がターリバーンの砲火の下で3回走り、監視所に詰めなおして死者や負傷者を運び出そうとした。
アメリカ軍は機関銃や手榴弾、クレイモア地雷で応戦し、ブレシング駐屯地の大砲は96発の155ミリ弾を一斉発射した。しかしターリバーンは退却させられる前に、いとも簡単に監視所の鉄条網を引き裂いた。監視所での約30分の激戦で生き残った兵士は、重傷を負いながらも援軍が到着するまで戦った一人だけだった。その頃、別の民兵が基地の東側の壁を乗り越えようとしていた。小隊指揮官のジョナサン・P・ブロストローム中尉（24歳、ハワイ出身）とジェイソン・ホバター伍長は監視所に弾薬を運ぼうとして殺された。その他のアメリカ兵達は手榴弾だと思って要塞から逃げ出したが、実際には攻撃者が投げた岩だった 。その頃、ブロストロームやホバターや他の兵士達が鉄条網を突破した一人の反乱軍兵士に殺害されていた。
戦闘開始から30分後に、AH-64 アパッチ攻撃ヘリやヘルファイアで武装した無人航空機RQ-1 プレデターが到着した。戦闘の間、兵士達はUH-60ブラックホーク・ヘリコプターによる補給を受け、AH-64アパッチヘリコプターが援護射撃をした。近隣のライト駐屯地ではE軍団（第2〜第17騎兵隊や第101空挺師団）の兵士達がUH-60やAH-64の再武装と再補給を行うために待機していたので、負傷兵を駐屯地まで撤退させた。その後B-1やA-10、F-15Eなども召集された。民兵達は約4時間後に退却した 。民兵の撤退後、掃討戦が始まり、ターリバーンは村から撤退した。
9人のアメリカ人兵士が戦死し、そのうちの多くは監視所に居た兵士達だった。21〜52人の民兵が死亡し、20〜40人が負傷したと報道されたが、NATO軍が発見したのはターリバーンの遺体2つだけだった。この攻撃はアフガン駐留米軍に3年前のレッド・ウィング作戦 (アフガニスタン)以来の最大の犠牲者数をもたらした。

## 作戦上の問題

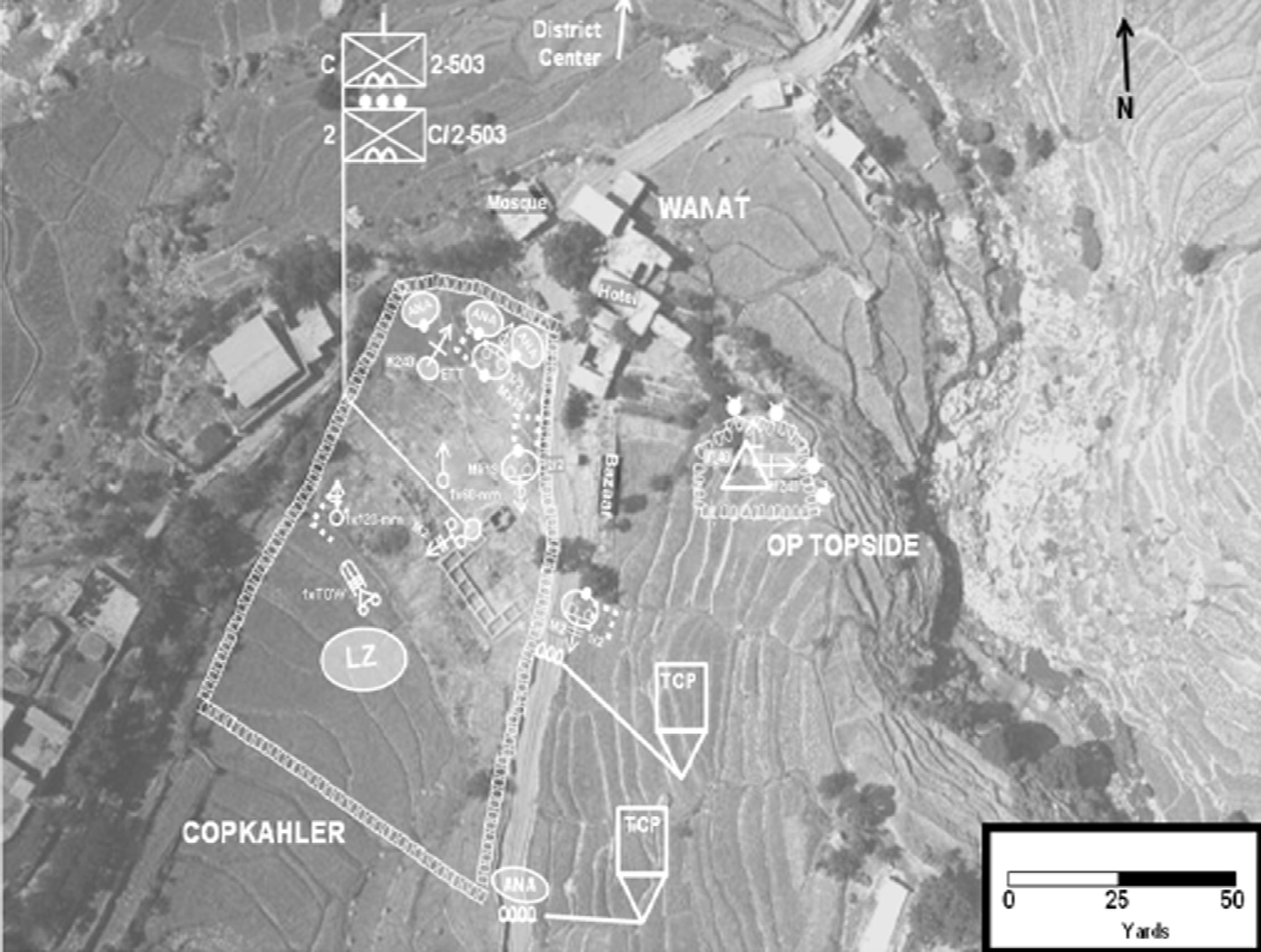
戦闘監視所「ケラー」（2008年7月13日）。基地本体は建物とモスクの隣にある。戦闘監視所は右上にあり、基地の北端を見下ろしている

連合軍による多数の民間人の死はワーイガルの住民の間にターリバーンへの共感を巻き起こし、クアムへの移動を許した。事件の2日前にカーブルで長老やマリクの代表団が陳情を行ったが、アフガン大統領ハーミド・カルザイが対応に失敗した事も住民を更に動揺させた。
連合軍は他の危険の兆候に気づいていた。例えば攻撃の前日、ワナトの「スピン・ギリス」（影響力のある部族長老）は監視所の担当職員を出席させずにジルガ（クアムの長老コミュニティ議会経験者の男性議員が出席権を持つ）を開催した。更に村民達は監視所の近くの空き地に排水を頻繁に流し始めたが、これは村内へ移動する民兵を隠すためだったと思われる。
2009年のアメリカ陸軍の報告書は軍基地に対する補給や設備、飲み水の欠如に言及して、旅団指揮官のチップ・プレイスラー大佐や大隊指揮官のウィリアム・オストランド中佐を批判した。同時に報告書は砲火の下で行われた部隊の素晴らしい任務遂行にも言及した。
報告書は更に「TF Rockが推奨した非常に活動的な接近の取り組みは、アメリカ陸軍とワーイガル住民の関係を急速かつ必然的に劣化させた」として、関係する指揮官達の行動は軍事目標に対して逆効果だったと批判した。
報告書は第173空挺旅団（TF Bayonet）の第503歩兵連隊第2大隊（TF Rock）の作戦手法を否定的に描いたが、2008年3月に出版されたデイビッド・キルキュレンの「The Accidental Guerrilla」は擁護している。

国全体の治安が下降傾向なのにクナル州の治安が急激に良くなったのは、アメリカの一貫した戦略の結果である。アメリカは地方社会と連携して大衆と反乱軍を分離し、統治と開発の利益を大衆に実感させ、選挙を通じて自分の地方のハーン（通常は軍事的な問題における保護者）を選ぶ手助けをした。

アメリカ軍の元クナル州指揮官はウィリアム・オストランド中佐に関して「ビル・オーは、大衆に対する連合の作戦効果が主要な問題であることを深く理解していた」と発言した。

## その後

### アメリカ軍の撤退
戦闘の後、連合軍東部方面司令官のジェフリー・J・シュロッサー米国陸軍少将はパトロール基地の放棄を決断し、基地撤収を支援するための増援を送った。アメリカとアフガン陸軍がワナトから撤退する約束をしてから3日後に、ISAFは声明を出して「ISAFとアフガン治安部隊は今後もワナト近郊の村で通常のパトロールを続ける」と発表した。連合軍はワナトから約4マイル離れた場所に大型パトロール基地を維持し、より大きなペチ川渓谷の防御に専念した。
この地域の郡警察はアメリカによって武装解除され、郡と郡警察の長官は一時的に拘留されて尋問を受けた。郡の長官の報道担当者によると、両人は24時間以内に釈放されたと言う。
戦闘の後のペンタゴンの報道カンファレンスの公演によると、アメリカ統合参謀本部議長のマイク・ミューレン海軍提督は、事件はパキスタンとアフガニスタン国境（特に穴の開いたクナル州やカシミール、ヌーリスターン）で任務を遂行する全ての関係者に対して、2つのことを示唆していると述べた。1つは地域の警察活動をもっと上手くやらなければならないこと。もう1つは連合軍に対する攻撃の発射台になっているパキスタンの連邦直轄部族地域の過激派の安全地帯をもっと上手く撃滅しなければならない事である。AP通信は、攻撃はアフガン民兵の力を示したと報じた。
しかし第173空挺旅団司令官のチャールズ・プレイスラー大佐は2008年7月20日のインタビューで、その結論に対して明確に反論した。プレイスラー大佐曰く、メディア報道は戦闘を説明する際に、小隊防御展開レベルを間違って説明をした。小隊の撤退は持ち場の「放棄」ではない。恒久的な防御インフラを作っていないし、残してきた訳でも無い。手榴弾を投げる位の接近戦だった事は確かだが、どんな形であれ基地は蹂躙されて居ないと述べた。

### アメリカ陸軍の調査

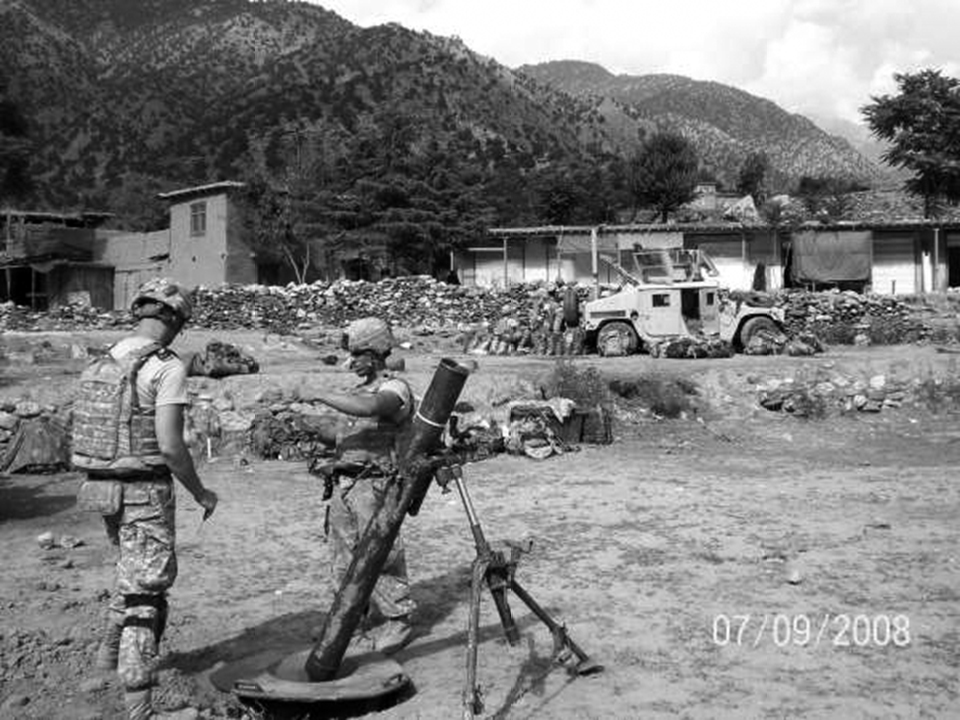
ワナト監視所の様子。第二分隊の迫撃砲陣地から東を見ている。バザールとOPトップサイドは背景の後方にある（2008年7月9日）

アメリカ陸軍の調査は8月13日に完了し、2008年11月の第一週に公表され、ターリバーンの攻撃にアフガン地方警察（A.L.P）部隊や郡の長官の支援があったことを明らかにした。戦いの後、警察のバラック（簡易倉庫）に大量の武器と弾薬が貯蔵され、20人の村の警官が使うには多すぎ、最近使われた痕跡がある汚れた武器も含まれていた事が証拠とされた。
報告書に対してシュロッサー将軍は「地方政府と地方警察の長官はたぶん監禁されていたのだろう、彼らはずっとアメリカ軍に協力してきた」と結論付け、郡の長官を釈放した。しかし地方警察の長官については不明である。
調査はまた陸軍が襲撃の可能性について情報を持っていたのか、部隊が情報を入手出来たのかについても調査した。その結果7月初旬に200〜300人の民兵が近くの他の監視所を攻撃するために集まっていたことが村人から多数報告されており、攻撃が差し迫っていたこと。ワナトの指揮官達は大規模な攻撃を予期できる術が無いことが分かった。しかし報告書は「考えられない位に時間がかかった」と批判もしていた。NATO軍の指揮官達は監視所の配置の交渉に10ヶ月もかけており、ターリバーンが基地攻撃の交渉や計画をする多大な余地を与えていた。

### その後
2009年7月にジェームズ・ウェブ上院議員が国防総省監察総監室に対して、戦闘と陸軍の事件調査についての公式調査を要請した。
要請の中で、ウェブ議員は陸軍の戦闘研究所の報告書が公表されていない事を挙げた。この報告書はダグラス・キュビソンが請け負った物で、アフガニスタンの陸軍上層部、特に旅団指揮官のチップ・プレイスラー大佐や大隊指揮官のウィリアム・オストランド中佐のワナト襲撃前の行動を批判していた。報告書によると、ワナト基地の兵士達は水や砂袋のような基礎的な必需品の不足を批判しており、何度も訴えたが、到着しなかった。基地は当てにならない不安定な状態に置かれていた。キュビソンは報告書をアメリカ陸軍合同武装センター所長のウィリアム・B・コールドウェル中将の要請で執筆した 。戦闘の数日前の7月4日、アメリカ陸軍のヘリコプターが17人の民間人を誤って攻撃・殺害し、被害者には地元医院の全ての医師と看護婦が含まれていた為に、地元のアフガン人達の感情が悪化した。小隊指揮官のブロストロームや中隊指揮官のマシュー・マイヤーは兵士達に、報復攻撃が予想されるので監視を強化するように言っていた。ブロストロームの父親で、陸軍退役大佐のデイビッド・P・ブロストロームはウェブ議員の事務所に陸軍の歴史報告書への注意を喚起した。ブロストロームは「私は報告書を読んだ後、胃が痛くなった」と述べた。
譴責書が発行され、チップ・プレイスラー大佐やウィリアム・オストランド中佐、マシュー・マイヤー大尉はワナトでの「適切な防御の準備に失敗した」とペンタゴンの官僚は3月12日に述べた。同月、マイヤーのワナトの戦闘における行動に対してシルバースターが授与された。
2009年9月30日、アメリカ中央軍司令官のデヴィッド・ペトレイアス将軍は戦闘についての新しい調査の責任者にアメリカ海兵隊のリチャード・F・ナトンスキー中将を任命し、「戦術レベルを超えた」関連問題について調査するように命じた。評価はチャールズ・C・キャンベル将軍が監督し、関係する将校の面接や過去の調査の再調査など「ワナトの作戦行動に含まれ・影響した全体的な事情に焦点を当てた」。しかしレブンワース砦の戦闘研究所（CSI）の物語的な報告書は「CSI研究プロトコルに乗っ取って、公表前の検定や学術的評価を受けていないので」再調査からは除外された。キャンベルは関係する将校達に過失は無いと結論付けた。

将校達は自己の責務の遂行において、不注意でも怠慢でもなかった。理性的で分別のある人間が同じ・類似の状況で行う程度の監督をした。複雑な戦闘作戦の戦域における指揮決定を犯罪化することは、墓穴を掘ることである。この事件では特に不必要でもある。将校達が判断を間違えること、そして咎めを受ける事は刑法に違反していなくても可能である。例えば手抜かりがあって間違えた場合、基準が刑罰では無い・懲罰的な多数の報道による場合、敵の能力に付いて完全な・ある程度の知識すら無い場合、指揮官が指揮権と義務を遂行する広い思慮分別を楽しんでいる場合は特にそうである。

2010年6月、キャンベル将軍は地上作戦に「萎縮効果」があるとして、指揮官達の譴責処分を取り消した。陸軍は事件の再評価によって、指揮官達が「不注意でも怠慢でもなかった」ことや「彼らは勇気や技術によって自己の持ち場を守ることに成功し、決意と技術と適応力を持ち、集結して時と場所と方法を選んで攻撃してきた敵を打ち負かした」ことを証明したと述べた 。アメリカ合衆国陸軍長官のジョン・マクヒューもまた「私達は彼らの不幸な状況を撥ね退ける素晴らしい勇気と戦う勇気に感謝し、謙虚な気持ちになった」と言って、彼らの勇気に敬意を表した。陸軍参謀総長のジョージ・W・ケイシー・ジュニア将軍は、更に賞賛した。

現在までのどの調査や研究も、ワナトで戦った兵士達の勇気や規律を例外なく賞賛している。兵士達はよく鍛錬し良く導かれ、勇敢に戦って、決然とした決意でワナト基地を蹂躙しようとした強烈な敵の軍事行動を打ち負かした。兵士達は屈せずにやり通した。彼らの勇敢さや頑強さは広く知られる価値がある。

戦闘中に殺害された兵士の遺族はキャンベルの決定に驚いてアメリカ合衆国陸軍長官に手紙を出して、ナトンスキーの調査を維持し再度譴責するように依頼した。遺族に加えて、ダニエル・アカカ上院議員、ジム・ウェブ上院議員、サクビィ・チャンブリス上院議員、 パティ・マレー上院議員、クレール・マカスキル上院議員が手紙にサインした。
2010年11月、アメリカ陸軍合同武装センターはワナトの戦いについての歴史的説明を公表した 。アメリカ陸軍の公式戦史は2010年10月に公表されたが、関係する上級指揮官についての批判はほとんど無かった。代わりに戦争の不確かな性質や下級将校の間違い、ワナト地方の複雑な政治状況に対する陸軍将校の知識の欠如、反乱軍が地域だけでなく地方全体から入手している情報の欠如を批判した。

## 沿革
- 2008年
  - 3月 - デイビッド・キルキュレンの「The Accidental Guerrilla」がクナル州の作戦を擁護
  - 6月 - ワーイガル郡ワナトに国境警備のパトロール隊が展開
  - 7月4日 - アメリカ陸軍のヘリコプターが民間人を誤爆し、地元の医師など民間人17人を殺害し、住民感情が悪化
  - 7月8日 - チョーゼン中隊第2小隊がワナトに移動し、車両パトロール基地「ケラー」と「OPトップサイド」遠隔監視所を設置
  - 7月9日 - ショベルカーが到着
  - 7月10日 - ショベルカーが故障
  - 7月11日 - カーブルで長老やマリクの代表団が陳情を行ったが、失敗に終わった
  - 7月12日 - 地元の長老がジルガを開催、灌漑水路に水流、民兵が村内に侵入
  - 7月13日
    - 4時20分 - 襲撃が始まり、迫撃砲やTOWミサイルが破壊される
    - 4時40分 - トップサイド監視所の兵士4人が死亡、3人負傷
    - 4時50分 - 近接航空支援が到着したが、監視所は1人を残してほぼ全滅
    - 8時20分 - 反乱軍が撤退

  - 7月20日 - 第173空挺旅団司令官のチャールズ・プレイスラー大佐が報道に反論
  - 8月13日 - アメリカ陸軍の最初の調査が終了
  - 11月 - アメリカ陸軍が最初の調査を公表し、郡や郡警察の長官が事件に関与と結論
- 2009年
  - 3月12日 - 国防総省が上級将校を譴責処分
  - 7月 - ジェームズ・ウェブ上院議員が国防総省監察総監室に再調査を要請
  - 9月30日 - ナトンスキー中将が再調査を開始
- 2010年
  - 6月 - キャンベル将軍が譴責処分を取り消し
  - 10月 - アメリカ陸軍が公式戦史を公表
  - 11月 - アメリカ陸軍合同武装センターが戦史を公表